# Aymar Achille-Fould
Pour les autres membres de la famille, voir Famille Fould.
Aymar Achille-Fould est un homme politique français, né le 17 juillet 1925 à Tarbes (Hautes-Pyrénées) et mort le 11 avril 1986 à Paris.

## Biographie

### Jeunesse et étude
Issu d'une famille de banquiers et hommes politiques, il est l'arrière-arrière-petit-fils d'Achille Fould. Il est le fils du ministre Armand Achille-Fould et de sa première épouse Marcelle Dor de Lastours. Il est, en indivision avec sa sœur Marie-Geneviève et son frère Étienne, l'un des grands propriétaires du château Beychevelle dans le Médoc. Il épouse Martine Achille-Fould, née Forissier.
Aymar Achille-Fould fait ses études secondaires au lycée Janson-de-Sailly à Paris, puis aux lycées de Tarbes et de Toulon. Il est admis à l'École navale à Casablanca en 1943. Il devient alors capitaine de vaisseau.

### Fonctions gouvernementales
Aymar Achille-Fould est membre du gouvernement à plusieurs reprises. Il est secrétaire d'État auprès du ministre des Armées du gouvernement Pierre Messmer (2) (du 5 avril 1973 au 1er mars 1974), puis secrétaire d'État auprès du ministre de l'Aménagement du Territoire chargé des Transports du gouvernement Pierre Messmer (3) (du 1er mars au 27 mai 1974).
Enfin, il est secrétaire d'État aux P.T.T. du gouvernement Jacques Chirac (1) (du 31 janvier 1975 au 12 janvier 1976).

### Mandats électifs
De 1961 à 1986, il est conseiller général du canton de Saint-Laurent-Médoc. Il est également maire de Saint-Laurent-Médoc de 1965 à 1986.
Député Centre démocrate de 1962 à 1969, il rejoint Centre démocratie et progrès en 1969, et y reste jusqu'en 1978. Il rejoint l'UDF en 1986, pour la 5e circonscription de la Gironde (Médoc). 

### Autres fonctions
Achille-Fould a été président de la Mission Interministérielle de la Mer entre 1978 et 1981. Il a également été vice-président du Centre démocratie et progrès.